# Walking with Cavemen
Walking with Cavemen (título traducido como Caminando con cavernícolas en España y Caminando con el hombre de las cavernas en Hispanoamérica) es una serie documental de televisión en cuatro partes que trata sobre la evolución humana. Producida por la BBC fue emitida por primera vez en el Reino Unido en abril de 2003. Después lo fue en Estados Unidos como una serie de dos partes, tanto en Discovery Channel como en sus canales afiliados.
El documental fue producido en su mayor parte por el mismo equipo que produjo las aclamadas y premiadas series Walking with Dinosaurs y Walking with Beasts, aunque el director de estas dos series, Tim Haines, no estuvo implicado en Walking with Cavemen. En los documentales anteriores a Walking with Cavemen los animales prehistóricos habían sido reconstruidos mediante imágenes generadas por computadora y modelos animatrónicos. Para Walking with Cavemen no se usaron técnicas por computadora para reconstruir a nuestros ancestros, sino que se usaron actores a los que se les agregó maquillaje y prótesis, para darles un toque más humano.
Como los documentales que lo precedieron, Walking with Cavemen se presenta al espectador al más puro estilo de documental de fauna animal. Tiene como narrador, en la versión original británica, a Robert Winston. Para su realización también se usaron imágenes de la serie Walking with Beasts (Caminando entre las bestias).
La banda sonora de Walking with Cavemen es una creación del compositor Alan Parker. Para más información véase Anexo:Walking with... (bandas sonoras).

## Episodios
| # | Título                                 | Época                                            | Homínidos                                               | Localización    |
| --- | -------------------------------------- | ------------------------------------------------ | ------------------------------------------------------- | --------------- |
| 1 | «Primeros Ancestros» «First Ancestors» | Hace 3,2 millones de años.                       | Australopithecus afarensis                              | Etiopía         |
| Robert Winston viaja al pasado para observar la vida de una familia de Australopithecus afarensis mostrándolos como los primeros homínidos bípedos. En esta familia se encuentra una hembra, Lucy. Se muestra cómo ella y su grupo se sobreponen a la muerte de su líder. Pero en un enfrentamiento con un grupo rival, Lucy es asesinada, dejando a su cría huérfana, sin embargo su hija mayor se hace cargo del pequeño, mostrando los comienzos de la conducta humana. Los fósiles de Lucy serán encontrados en 1974, y será llamada por una canción de moda de la época, Lucy in the Sky with Diamonds, de The Beatles. También se nos dice que la bipedestación de los homínidos fue debida a un cambio climático iniciado en el Océano hace unos 8 millones de años. - Otras especies: Cocodrilo, Águila negra, Buitre, Ancylotherium, Basilosaurus, Deinotherium |                                        |                                                  |                                                         |                 |
| 2 | «Hermanos de Sangre» «Blood Brothers»  | Hace 2 millones de años.                         | Paranthropus boisei Homo habilis Homo rudolfensis       | África Oriental |
| Ahora Robert viaja hasta hace 2 millones de años, donde se encuentran tres especies de homínidos, la gran interrogante es cuál de ellas es nuestro antepasado. El Paranthropus boisei tiene algunas características de nuestro comportamiento humano, pero sus diferencias son mayores. El homo rudolfensis es más similar a nosotros, pero aun así es otra especie el homo habilis quien dará un gran salto evolutivo, al ser la primera criatura del planeta en usar herramientas. Así cuando el clima cambie, sólo el homo habilis podrá adaptarse y evolucionar en la siguiente etapa de homínido, el homo ergaster. - Otras especies: León, Taurotragus oryx, Gacela de Thompson, Buitre, Serpiente, Camaleón, Abejas, Termitas, Ancylotherium, Dinofelis, Deinotherium, Escarabajo |                                        |                                                  |                                                         |                 |
| 3 | «Familia Salvaje» «Savage Family»      | Desde 1,5 Ma atrás hasta hace 500 000 años.      | Homo ergaster Homo erectus                              | Kenia China     |
| Esta vez el viaje conduce a una familia de homo ergaster quienes han desarrollado una estructura de familia muy similar a la del hombre moderno, además usa sus manos para fabricar herramientas, lo que le permite crear piedras moldeadas para cortar, como ya no usa sus brazos para caminar o trepar árboles los músculos de su pecho le permiten emitir sonidos particulares, un idioma primitivo. Luego, en China, conocemos al primer hombre asiático, el homo erectus, quien se adapta exitosamente al próspero pero peligroso paraíso asiático. Robert viaja hasta hace 500 000 años, de nuevo a África, y a pesar del paso del tiempo el homo ergaster no muestra ningún avance evolutivo, esto es una prueba de lo diferentes que son a nosotros. - Otras especies: Ñu, Buitre, Elefante africano, Jirafa, Golondrina, Tarántula, Gusano de seda, Ciervos (El narrador los menciona pero no aparecen), Cerdos (Solo se oyen los sonidos y el narrador los menciona pero no aparecen), Gigantopithecus blacki |                                        |                                                  |                                                         |                 |
| 4 | «Sobrevivientes» «The Survivors»       | Desde 400 000 años atrás hasta hace 30 000 años. | Homo heidelbergensis Homo sapiens Homo neanderthalensis | Europa África   |
| Finalmente los homínidos llegan a Europa, pero a pesar de tener una gran similitud con nosotros en comportamiento, carecen de imaginación, es debido a esto que son desplazados por un grupo proveniente de África, los Homo sapiens idaltu quienes tienen imaginación, y una inteligencia inigualable, y según el programa, darán forma a la especie dominante del planeta, el Homo sapiens. - Otras especies: Megaloceros giganteus, Mammuthus primigenius, Conejo |                                        |                                                  |                                                         |                 |